# یواس‌اس چفی (دی‌ای-۲۳۰)
یواس‌اس چفی (دی‌ای-۲۳۰) (به انگلیسی: USS Chaffee (DE-230)) یک کشتی بود که طول آن 306 feet بود. این کشتی  در سال ۱۹۴۳ ساخته شد.